# Gran Premio d'Arabia Saudita 2025
Il Gran Premio d'Arabia Saudita 2025 è stata la quinta prova della stagione 2025 del campionato mondiale di Formula 1. La gara si è tenuta domenica 20 aprile al Jeddah Corniche Circuit di Gedda ed è stata vinta dall'australiano Oscar Piastri su McLaren-Mercedes, al quinto successo in carriera; Piastri ha preceduto all'arrivo l'olandese Max Verstappen su Red Bull Racing-Honda RBPT e il monegasco Charles Leclerc su Ferrari.

## Vigilia

### Aspetti tecnici
Per questo Gran Premio la Pirelli, fornitore unico degli pneumatici, offre la scelta tra gomme di mescola C3, C4 e C5, la seconda tipologia di mescole più morbide dell'intera gamma di coperture messe a disposizione dall'azienda italiana. La Pirelli seleziona questa tipologia per la prima volta per questo appuntamento. Essa viene stabilita per la seconda volta in stagione dopo il Gran Premio d'Australia, gara inaugurale del campionato.
Dopo che nei primi quattro Gran Premi del campionato la selezione delle mescole da asciutto è rimasta immutata rispetto al 2024, per il quinto appuntamento la Pirelli opta per mescole più morbide; la scelta è stata ispirata dalla volontà – condivisa con la Federazione, la Formula 1 e le squadre – di fare il possibile per creare più opzioni strategiche per la gara. Nelle quattro precedenti edizioni la sosta singola è sempre stata dominante.
La Federazione conferma le tre zone del Drag Reduction System utilizzate dalla prima edizione della gara. La prima zona è fissata sul rettilineo principale di partenza, con detection point posto all'uscita della curva 27, la seconda zona è stabilita tra l'uscita della curva 19 e la curva 22, con detection point fissato all'uscita della curva 17, la terza zona è determinata tra l'entrata della curva 25 e la curva 27, con detection point fissato all'entrata della curva 22. Il Jeddah Corniche Circuit fu il primo tracciato della storia del campionato mondiale a presentare, fin dalla sua realizzazione, tre zone per l'utilizzo del dispositivo.
Rispetto all'edizione del 2024, il circuito è oggetto di alcune modifiche. La linea bianca di entrata e di uscita della pit lane è stata evidenziata di blu, così come le linee 1 e 2 della safety car. Una linea blu è stata aggiunta dietro quella bianca all'apice delle curve 2, 5, 8, 9, 14 e 17, e all'uscita delle curve 8, 19 e 23.

### Aspetti sportivi
Il Gran Premio rappresenta il quinto appuntamento della stagione a distanza di una settimana dalla quarta prova col Gran Premio del Bahrein. Per la terza volta in stagione, il calendario prevede una prova a distanza di una settimana dall'altra. Il mondiale disputa la quarta prova consecutiva in Asia, e la seconda di fila in Medio Oriente. Il Gran Premio d'Arabia Saudita è la terza e ultima prova programmate in aprile, e si disputa in questo mese per la prima volta. La gara torna a disputarsi la domenica dopo che nell'ultima edizione si è svolta al sabato per via del Ramadan. La corsa termina il primo trittico di gare del campionato, dopo i precedenti Gran Premi del Giappone e del Bahrein, ed è la seconda gara consecutiva in notturna. È la seconda prova del mondiale su tracciato cittadino dopo il Gran Premio d'Australia, gara inaugurale della stagione. Il contratto per l'inserimento della gara nel calendario mondiale, sempre al Jeddah Corniche Circuit, ha una valenza fino alla stagione 2027. Sponsor del Gran Premio, come fin dalla prima edizione, è la multinazionale locale di telefonia mobile STC.
Il Gran Premio d'Arabia Saudita vede la disputa della quinta edizione. Tutte le edizioni sono valide per il campionato mondiale di Formula 1, con la prima corsa disputatasi nel 2021. L'evento ha sempre avuto luogo sul Jeddah Corniche Circuit, il quale è il tracciato cittadino più veloce tra quelli su cui la Formula 1 ha gareggiato. Esso è il terzo circuito più lungo dell'attuale campionato, nonché uno dei più veloci, e detiene il primato per il numero di curve, 27. Una sua ulteriore caratteristica è rappresentata dalla pendenza di 12 gradi della curva 13. L’Arabia Saudita è, attualmente, la trentacinquesima e ultima nazione che è entrata nel novero dei Paesi che hanno ospitato un Gran Premio in 75 anni di storia del campionato del mondo di Formula 1. Esso è il quarto Paese del Medio Oriente che, a partire dal 2004, ha ospitato in totale quarantaquattro gare. Il Gran Premio si svolge in notturna.
Dopo la quarta gara del campionato, il britannico Lando Norris della McLaren conduce la classifica piloti con 77 punti, tre davanti al compagno di scuderia, l'australiano Oscar Piastri, secondo, e otto di margine dall'olandese Max Verstappen della Red Bull Racing. In classifica costruttori, la McLaren comanda la graduatoria con 151 punti, seguita dalla Mercedes con 93 e della Red Bull Racing con 71. La scuderia britannica Aston Martin disputa il centesimo Gran Premio di Formula 1.
L'ex pilota di Formula 1 Enrique Bernoldi è nominato commissario aggiunto. Il brasiliano ha svolto in passato, in diverse occasioni, tale funzione, l'ultima al Gran Premio d'Australia, gara inaugurale del campionato. Bernoldi fu designato commissario aggiunto anche per le edizioni del 2022 e 2023. È la casa automobilistica britannica Aston Martin a fornire la safety car e la medical car, come nel precedente Gran Premio del Bahrein.

## Prove

### Resoconto
Prima dell'inizio della prima sessione di prove libere del venerdì, la seconda unità relativa al motore a combustione interna viene installata sulla vettura di Max Verstappen, Yūki Tsunoda, Pierre Gasly e Isack Hadjar, e la terza unità dello stesso componente sulla vettura di Liam Lawson. La seconda unità relativa al turbocompressore viene installata sulla vettura di Verstappen, Tsunoda, Gasly e Hadjar, e la terza unità dello stesso componente sulla vettura di Jack Doohan e Lawson. La seconda unità relativa all'MGU-H viene installata sulla vettura di Verstappen, Tsunoda, Gasly e Hadjar, e la terza unità dello stesso componente sulla vettura di Doohan e Lawson. La terza unità relativa all'MGU-K viene installata sulla vettura di Verstappen, Tsunoda, Gasly e Hadjar, e la terza unità dello stesso componente sulla vettura di Lawson. La seconda unità relativa all'impianto di scarico viene installata sulla vettura di Gasly ed Esteban Ocon, e la terza unità dello stesso componente sulla vettura di Verstappen, Tsunoda, Hadjar e Lawson. Tutti i piloti non sono penalizzati sulla griglia di partenza in quanto i nuovi componenti installati rientrano tra quelli utilizzabili nel numero massimo stabilito dal regolamento tecnico.
Al termine della prima sessione, Lawson viene convocato dai commissari sportivi per essere entrato nell'area verniciata tra l'ingresso della corsia dei box e la pista. Il pilota neozelandese della Racing Bulls riceve un avvertimento e una reprimenda, la prima della stagione, per due situazioni differenti della stessa natura.
Al termine della seconda sessione, Lewis Hamilton e Alexander Albon vengono convocati dai commissari sportivi in quanto il britannico ha ostacolato il thailandese alla curva 17. Il pilota della Ferrari non riceve sanzioni.
Prima dell'inizio della terza sessione di prove libere del sabato, sulla vettura del brasiliano Gabriel Bortoleto della Sauber viene sostituita la cellula di sopravvivenza. Sulla vettura di Charles Leclerc e Lewis Hamilton viene installa la seconda unità relativa al motore a combustione interna, al turbocompressore, all'MGU-H, all'MGU-K e all'impianto di scarico. Sulla vettura di Oliver Bearman viene installata la terza unità di quest'ultimo componente. Tutti e tre i piloti non sono penalizzati sulla griglia di partenza in quanto i nuovi componenti installati rientrano tra quelli utilizzabili nel numero massimo stabilito dal regolamento tecnico.
Al termine della sessione, Jack Doohan viene convocato dai commissari sportivi per essere entrato nell'area verniciata tra l'ingresso della corsia dei box e la pista. Il pilota australiano dell'Alpine riceve un avvertimento e una reprimenda per due situazioni differenti della stessa natura.

### Risultati
Nella prima sessione del venerdì si è avuta questa situazione:
| Pos | Nº | Pilota          | Costruttore      | Tempo    | Gap    | Giri |
| --- | -- | --------------- | ---------------- | -------- | ------ | ---- |
| 1   | 10 | Pierre Gasly    | Alpine-Renault   | 1'29"239 |        | 25   |
| 2   | 4  | Lando Norris    | McLaren-Mercedes | 1'29"246 | +0"007 | 25   |
| 3   | 16 | Charles Leclerc | Ferrari          | 1'29"309 | +0"070 | 28   |

Nella seconda sessione del venerdì si è avuta questa situazione:
| Pos | Nº | Pilota         | Costruttore                | Tempo    | Gap    | Giri |
| --- | -- | -------------- | -------------------------- | -------- | ------ | ---- |
| 1   | 4  | Lando Norris   | McLaren-Mercedes           | 1'28"267 |        | 21   |
| 2   | 81 | Oscar Piastri  | McLaren-Mercedes           | 1'28"430 | +0"163 | 22   |
| 3   | 1  | Max Verstappen | Red Bull Racing-Honda RBPT | 1'28"547 | +0"280 | 23   |

Nella sessione del sabato si è avuta questa situazione:
| Pos | Nº | Pilota         | Costruttore      | Tempo    | Gap    | Giri |
| --- | -- | -------------- | ---------------- | -------- | ------ | ---- |
| 1   | 4  | Lando Norris   | McLaren-Mercedes | 1'27"489 |        | 18   |
| 2   | 81 | Oscar Piastri  | McLaren-Mercedes | 1'27"513 | +0"024 | 19   |
| 3   | 63 | George Russell | Mercedes         | 1'28"116 | +0"627 | 17   |

## Qualifiche

### Resoconto
Max Verstappen conquista la quarantaduesima pole position in carriera e la seconda del campionato dopo quella nel Gran Premio del Giappone. Per il campione del mondo è la seconda partenza al palo nel Gran Premio d'Arabia Saudita, nonché consecutiva. Per la Red Bull Racing è la centocinquesima partenza in prima posizione della storia, la seconda del campionato e la quarta complessiva in questo appuntamento, nonché consecutiva. Piastri è secondo, alla decima prima fila in carriera. La McLaren ottiene la prima fila dopo che nelle precedenti quattro edizioni della gara non si era mai piazzata meglio della quinta posizione. L'australiano è l'unico pilota del campionato che si qualifica nelle prime tre posizioni in tutte le gare fin qui disputate. Per Russell la terza posizione è la migliore qualifica a Gedda.
Antonelli eguaglia la miglior posizione di qualificazione del precedente Gran Premio del Bahrein. Con la sesta posizione Sainz la Williams parte nei primi sei per la seconda volta in stagione. Hamilton, settimo, si è qualificato meglio di questa posizione solo una volta in stagione. Gasly parte nono per la terza volta in quattro edizioni. Norris è qualificato fuori dai primi sei per la prima volta dal Gran Premio d'Azerbaigian 2024. Undicesimo, Albon ottiene la migliore qualifica in Arabia Saudita. Dopo essere stato sopravanzato dal compagno di scuderia per sole due volte in qualifica in quarantanove gare, il thailandese è qualificato dietro a Sainz per due gare di fila. Lawson si qualifica davanti al compagno Hadjar per la prima volta, mentre Alonso, tredicesimo, eguaglia la peggior partenza dell'anno. Lo spagnolo è sempre stato eliminato in Q2 in stagione, partendo dodicesimo o tredicesimo. Per Hadjar la quattordicesima posizione è la peggiore della carriera in qualifica. Bearman si qualifica quattro posizioni più in basso rispetto a quella nell'edizione precedente al debutto con la Ferrari. Stroll è eliminato in Q1 per la terza gara di fila, mentre Doohan è eliminato nella stessa prima fase per la terza volta in cinque gare. Hülkenberg parte dalla peggior posizioni di sempre in Arabia Saudita. Ocon, diciannovesimo, parte dalla peggior posizione dell'anno come nel Gran Premio d'Australia. Il francese viene sopravanzato dal compagno di scuderia in qualifica per la prima volta a Gedda. Bortoleto è il pilota più lento in qualifica per la prima volta in carriera.
Verstappen, alla settantacinquesima prima fila in carriera, eguaglia Piastri per numero di pole position in stagione. L'olandese diventa il pilota col maggior numero di partenze al palo nel Gran Premio d'Arabia Saudita, insieme a Sergio Pérez. Verstappen è a due lunghezze dal record di Sebastian Vettel del maggior numero di pole position con la Red Bull Racing. La scuderia di Milton Keynes estende il record quale costruttore con più pole position in Arabia Saudita (4) su cinque edizioni disputate, ed è a sole due lunghezze dal quinto posto della Lotus tra i costruttori con più pole position nella storia del mondiale. Due vetture della Red Bull Racing occupano le prime quattro file per la prima volta dal Gran Premio d'Azerbaigian 2024. Verstappen e Piastri condividono la prima fila per la seconda volta. 0"010 è il distacco più basso del campionato dal tempo della pole position. Il giro in 1'27"294 dell'olandese, alla media di 254,615 km/h, rappresenta il rilievo cronometrico più rapido mai realizzato sul Jeddah Corniche Circuit. Il precedente primato apparteneva sempre a Verstappen che registrò un tempo di 1'27"472 durante l'edizione precedente, alla media di 254,097 km/h, sempre valevole per la partenza al palo. Quattro costruttori diversi occupano le prime quattro posizioni.
Sono stati cancellati dodici tempi dai commissari sportivi ai piloti per non aver rispettato i limiti della pista, durante le qualifiche. Si sono visti cancellare il tempo quattro volte Jack Doohan (curve 2, 7 e 8), tre volte Gabriel Bortoleto (curve 2, 1 e 8), due volte Alexander Albon (curva 8), una volta Nico Hülkenberg (curva 2), Liam Lawson (curva 10) e Pierre Gasly (curva 22).
Lewis Hamilton non riceve sanzioni da parte dei commissari sportivi, per non aver rispettato le istruzioni stabilite dalla direzione gara. Il pilota britannico della Ferrari ha superato il tempo limite di un minuto e cinquanta secondi valevole tra la seconda linea della safety car e la prima di essa nel corso del quinto giro in Q1.

### Risultati
Nella sessione di qualifica si è avuta questa situazione:
| Pos                         | Nº | Pilota                | Costruttore                  | Q1       | Q2       | Q3          | Griglia |
| --------------------------- | -- | --------------------- | ---------------------------- | -------- | -------- | ----------- | ------- |
| 1                           | 1  | Max Verstappen        | Red Bull Racing-Honda RBPT   | 1'27"778 | 1'27"529 | 1'27"294    | 1       |
| 2                           | 81 | Oscar Piastri         | McLaren-Mercedes             | 1'27"901 | 1'27"545 | 1'27"304    | 2       |
| 3                           | 63 | George Russell        | Mercedes                     | 1'28"282 | 1'27"599 | 1'27"407    | 3       |
| 4                           | 16 | Charles Leclerc       | Ferrari                      | 1'28"552 | 1'27"866 | 1'27"670    | 4       |
| 5                           | 12 | Andrea Kimi Antonelli | Mercedes                     | 1'28"128 | 1'27"798 | 1'27"866    | 5       |
| 6                           | 55 | Carlos Sainz Jr.      | Williams-Mercedes            | 1'28"354 | 1'28"024 | 1'28"164    | 6       |
| 7                           | 44 | Lewis Hamilton        | Ferrari                      | 1'28"372 | 1'28"102 | 1'28"201    | 7       |
| 8                           | 22 | Yūki Tsunoda          | Red Bull Racing-Honda RBPT   | 1'28"226 | 1'27"990 | 1'28"204    | 8       |
| 9                           | 10 | Pierre Gasly          | Alpine-Renault               | 1'28"421 | 1'28"025 | 1'28"367    | 9       |
| 10                          | 4  | Lando Norris          | McLaren-Mercedes             | 1'27"805 | 1'27"481 | senza tempo | 10      |
| 11                          | 23 | Alexander Albon       | Williams-Mercedes            | 1'28"279 | 1'28"109 | N.D.        | 11      |
| 12                          | 30 | Liam Lawson           | Racing Bulls-Honda RBPT      | 1'28"561 | 1'28"191 | N.D.        | 12      |
| 13                          | 14 | Fernando Alonso       | Aston Martin Aramco-Mercedes | 1'28"548 | 1'28"303 | N.D.        | 13      |
| 14                          | 6  | Isack Hadjar          | Racing Bulls-Honda RBPT      | 1'28"571 | 1'28"418 | N.D.        | 14      |
| 15                          | 87 | Oliver Bearman        | Haas-Ferrari                 | 1'28"536 | 1'28"648 | N.D.        | 15      |
| 16                          | 18 | Lance Stroll          | Aston Martin Aramco-Mercedes | 1'28"645 | N.D.     | N.D.        | 16      |
| 17                          | 7  | Jack Doohan           | Alpine-Renault               | 1'28"739 | N.D.     | N.D.        | 17      |
| 18                          | 27 | Nico Hülkenberg       | Kick Sauber-Ferrari          | 1'28"782 | N.D.     | N.D.        | 18      |
| 19                          | 31 | Esteban Ocon          | Haas-Ferrari                 | 1'29"092 | N.D.     | N.D.        | 19      |
| 20                          | 5  | Gabriel Bortoleto     | Kick Sauber-Ferrari          | 1'29"462 | N.D.     | N.D.        | 20      |
| Tempo limite 107%: 1'33"922 |    |                       |                              |          |          |             |         |

In grassetto sono indicate le migliori prestazioni in Q1, Q2 e Q3.

## Gara

### Resoconto
Lando Norris, Isack Hadjar, Lance Stroll e Nico Hülkenberg decidono di partire con le gomme dure, mentre tutti gli altri montano le medie.
Al via Oscar Piastri ha uno spunto migliore di Max Verstappen e si affianca subito all'olandese; i due si ritrovano appaiati alla frenata della prima variante, con l'australiano che ha la traiettoria interna, mentre il pilota della Red Bull Racing si trova all'esterno; Piastri forza la staccata e riesce ad entrare nella curva all'interno, ma Verstappen taglia la chicane e rientra in pista davanti all'australiano. George Russell mantiene il terzo posto, mentre il suo compagno di squadra Andrea Kimi Antonelli prova a sorpassare Charles Leclerc, ma finisce anch'egli per tagliare la prima variante e quindi, una volta rientrato in pista, l'italiano cede nuovamente la posizione al monegasco. Lewis Hamilton supera Carlos Sainz Jr. e si prende la sesta posizione. 
Nel corso del primo giro, Yūki Tsunoda entra in contatto con Pierre Gasly alla curva 5 ed entrambi i piloti vanno a sbattere contro le barriere; l'Alpine del francese è gravemente danneggiata e perciò viene abbandonata a bordo pista, mentre il giapponese riesce a ripartire e rientra ai box per verificare i danni sulla sua vettura, ma anch'egli è costretto al ritiro. Per rimuovere la vettura incidentata di Gasly, la direzione gara manda in pista la safety car. Jack Doohan, Esteban Ocon e Gabriel Bortoleto approfittano del regime di vettura di sicurezza per effettuare subito il pit stop e montare le gomme dure, per provare a concludere la gara senza ulteriori soste.
La gara riprende al quarto giro con Verstappen davanti a Piastri, Russell, Leclerc, Antonelli, Hamilton, Sainz, Norris, Albon e Alonso a chiudere la top ten. Nel frattempo i commissari sportivi infliggono a Verstappen una penalità di cinque secondi per la sua manovra in partenza. Nei giri seguenti Norris continua la sua rimonta e prende prima la posizione su Sainz e poi inizia un duello con Hamilton per il sesto posto; il pilota della McLaren sorpassa una prima volta il connazionale della Ferrari nel corso del tredicesimo giro alla curva 27, con Hamilton che però si riprende la posizione sul rettilineo del traguardo sfruttando il DRS; la stessa situazione si ripete anche nella tornata successiva; Norris riesce infine a superare il connazionale all'inizio del quindicesimo giro alla curva 1. All'inizio del diciannovesimo giro Norris sorpassa anche Antonelli nella stessa curva e sale in quinta posizione. Nel frattempo, Verstappen prova a distaccare il più possibile Piastri prima di effettuare la sosta, ma al diciannovesimo giro il suo vantaggio non supera i tre secondi; Russell in terza posizione paga sei secondi dall'australiano, mentre Leclerc, quarto, si trova a due secondi dal britannico della Mercedes.
Il primo dei piloti in zona punti che effettua il pit stop è Piastri al diciannovesimo giro, subito seguito da Antonelli; nella tornata successiva si ferma Russell, mentre Verstappen e Sainz cambiano le gomme al ventunesimo giro. Dopo aver scontato la penalità e sostituito gli pneumatici durante la sosta, Verstappen rientra in pista dietro a Piastri. Albon e Hamilton effettuano il pit stop rispettivamente al ventiduesimo e ventitreesimo giro, mentre Leclerc e Norris, quest'ultimo partito con le gomme dure, decidono di allungare il loro stint. Il monegasco effettua la sua sosta al ventinovesimo giro, mentre il britannico della McLaren si ferma al trentaquattresimo. 
Leclerc rientra in pista in quarta posizione, a poco più di tre secondi da Russell, e si mette all'inseguimento del pilota della Mercedes. Il monegasco entra in zona DRS nel corso del trentasettesimo giro ed effettua il sorpasso all'inizio della trentottesima tornata alla curva 1. Dopo la sua sosta, anche Norris inizia a guadagnare terreno sui piloti davanti, raggiunge Russell durante il quarantesimo giro e lo sorpassa alla curva 1 all'inizio della tornata successiva. Negli ultimi dieci giri, Norris prova a recuperare su Leclerc e si avvicina costantemente fino ad arrivare a poco più di un secondo di distacco durante l'ultima tornata; il pilota della Ferrari riesce però a concludere in terza posizione.
Oscar Piastri vince il quinto Gran Premio in carriera. Per il pilota australiano della McLaren è il terzo successo stagionale, e il secondo consecutivo. Per la scuderia di Woking è la centonovantatreesima vittoria della propria storia, la quarta del campionato, e la prima nel Gran Premio d'Arabia Saudita. Verstappen è secondo e ottiene il centoquindicesimo podio in carriera, il terzo del campionato. Il campione del mondo non ha mai chiuso oltre la seconda posizione in questa gara. Leclerc chiude in terza posizione per la seconda edizione consecutiva, al quarantaquattresimo podio in carriera, e il primo per la Ferrari in stagione. Per la settima stagione consecutiva il monegasco ottiene almeno un podio in stagione.
Norris, quarto, termina fuori dal podio per la prima volta in stagione, ma si classifica nei primi sei per la prima volta in questa gara. Russell, quinto, ha sempre chiuso nei primi cinque in ogni Gran Premio del 2025. Con la sesta posizione di Antonelli, entrambe le vetture della Mercedes si classificano nei primi sei per la quarta volta in cinque gare della stagione. Hamilton è settimo; la Ferrari non ha mai avuto una vettura fuori dalle prime otto posizioni nella storia del Gran Premio d'Arabia Saudita. Sainz è ottavo, al miglior risultato alla guida della Williams, ora quinta in classifica costruttori ai danni della Haas. Con la nona posizione di Albon, la scuderia britannica ottiene punti con entrambe le vetture per la seconda volta in stagione. Il thailandese ottiene punti in quattro delle prime cinque gare dell'anno, e per la prima volta al Jeddah Corniche Circuit. La Racing Bulls ottiene punti a Gedda per la prima volta dal 2022 grazie al decimo posto di Hadjar. Il francese conquista punti per la seconda volta nelle ultime tre gare. Alonso, undicesimo, e Lawson, dodicesimo, eguagliano i migliori risultati stagionali. La Haas non ottiene punti per la prima volta dal Gran Premio d'Australia, gara inaugurale del campionato.
Piastri eguaglia i successi del compagno Norris nella storia del mondiale, e per la prima volta vince per due gare consecutive, oltre a segnare quattro podi di fila, per un totale di quattordici in carriera. L'australiano è il quarto pilota diverso a trionfare nel Gran Premio d'Arabia Saudita in cinque edizioni della gara, il primo di questa nazionalità, e ottiene punti per la trentunesima gara consecutiva. Piastri, che trionfa nel quinto Gran Premio differente, conduce la classifica piloti per la prima volta in carriera. Egli è l'australiano più giovane di sempre in testa al mondiale, e il primo da Mark Webber dopo il Gran Premio del Giappone 2010. La McLaren, che non era mai terminata a podio in Arabia Saudita, trionfa in questo appuntamento per la prima volta, nel trentacinquesimo Gran Premio e cinquantesimo circuito diverso, per il terzo costruttore differente a vincere al Jeddah Corniche Circuit. Il team britannico, che termina una striscia di tre successi di fila della Red Bull Racing a Gedda, ottiene quattro vittorie nelle prime cinque gare dell'anno per la prima volta dal 1998, ed è il primo costruttore nella storia del mondiale a trionfare su cinquanta tracciati diversi. Per Ferrari è l'ottocentotrentesimo podio della storia.
Il premio del pilota del giorno è assegnato a Verstappen per la quarantunesima volta dall'introduzione del riconoscimento nella stagione 2016. È stato il secondo più veloce Gran Premio d'Arabia Saudita dal debutto nel 2021, corso alla media di 228,164 km/h. La corsa, condotta da quattro piloti, viene vinta per la prima volta dalla seconda posizione (20%), e figura la safety car per la quinta volta in altrettante edizioni disputate. Piastri, Verstappen e Leclerc condividono il podio per la seconda volta. Per la prima volta l'olandese termina secondo dietro l'australiano. È stato il primo Gran Premio del campionato in cui il vincitore non è partito dalla pole position. I meccanici della Ferrari stabiliscono il primato stagionale di tempo per una sosta ai box durante un pit stop di Leclerc, con 2"00. Il precedente record apparteneva sempre alla scuderia italiana per una sosta ai box sempre del monegasco con 2"05 nel Gran Premio di Cina. Piastri conduce il mondiale con dieci punti di margine dal compagno Norris.
Sono stati cancellati 14 tempi dai commissari sportivi ai piloti per non aver rispettato i limiti della pista, durante la gara. Si sono visti cancellare il tempo due volte Andrea Kimi Antonelli (curve 2 e 15), Gabriel Bortoleto (curve 17 e 2), Liam Lawson (curve 11 e 2), Isack Hadjar (curve 2 e 22), una volta Max Verstappen (curva 2), Lance Stroll (curva 22), Alexander Albon e Fernando Alonso (curva 2), Lando Norris (curva 4) e Lewis Hamilton (curva 22).

### Risultati
I risultati del Gran Premio sono i seguenti:
| Pos | Nº | Pilota                | Costruttore                  | Giri | Tempo/Ritiro              | Griglia | Punti |
| --- | -- | --------------------- | ---------------------------- | ---- | ------------------------- | ------- | ----- |
| 1   | 81 | Oscar Piastri         | McLaren-Mercedes             | 50   | 1h21'06"758               | 2       | 25    |
| 2   | 1  | Max Verstappen        | Red Bull Racing-Honda RBPT   | 50   | +2"843                    | 1       | 18    |
| 3   | 16 | Charles Leclerc       | Ferrari                      | 50   | +8"104                    | 4       | 15    |
| 4   | 4  | Lando Norris          | McLaren-Mercedes             | 50   | +9"196                    | 10      | 12    |
| 5   | 63 | George Russell        | Mercedes                     | 50   | +27"236                   | 3       | 10    |
| 6   | 12 | Andrea Kimi Antonelli | Mercedes                     | 50   | +34"688                   | 5       | 8     |
| 7   | 44 | Lewis Hamilton        | Ferrari                      | 50   | +39"073                   | 7       | 6     |
| 8   | 55 | Carlos Sainz Jr.      | Williams-Mercedes            | 50   | +1'04"630                 | 6       | 4     |
| 9   | 23 | Alexander Albon       | Williams-Mercedes            | 50   | +1'06"515                 | 11      | 2     |
| 10  | 6  | Isack Hadjar          | Racing Bulls-Honda RBPT      | 50   | +1'07"091                 | 14      | 1     |
| 11  | 14 | Fernando Alonso       | Aston Martin Aramco-Mercedes | 50   | +1'15"917                 | 13      |       |
| 12  | 30 | Liam Lawson           | Racing Bulls-Honda RBPT      | 50   | +1'18"451                 | 12      |       |
| 13  | 87 | Oliver Bearman        | Haas-Ferrari                 | 50   | +1'19"194                 | 15      |       |
| 14  | 31 | Esteban Ocon          | Haas-Ferrari                 | 50   | +1'39"723                 | 19      |       |
| 15  | 27 | Nico Hülkenberg       | Kick Sauber-Ferrari          | 49   | +1 giro                   | 18      |       |
| 16  | 18 | Lance Stroll          | Aston Martin Aramco-Mercedes | 49   | +1 giro                   | 16      |       |
| 17  | 7  | Jack Doohan           | Alpine-Renault               | 49   | +1 giro                   | 17      |       |
| 18  | 5  | Gabriel Bortoleto     | Kick Sauber-Ferrari          | 49   | +1 giro                   | 20      |       |
| Rit | 22 | Yūki Tsunoda          | Red Bull Racing-Honda RBPT   | 1    | Danni da incidente        | 8       |       |
| Rit | 10 | Pierre Gasly          | Alpine-Renault               | 0    | Collisione con Y. Tsunoda | 9       |       |

## Classifiche mondiali

### Piloti
| Pos | Pilota                | Punti |
| --- | --------------------- | ----- |
| 1   | Oscar Piastri         | 99    |
| 2   | Lando Norris          | 89    |
| 3   | Max Verstappen        | 87    |
| 4   | George Russell        | 73    |
| 5   | Charles Leclerc       | 47    |
| 6   | Andrea Kimi Antonelli | 38    |
| 7   | Lewis Hamilton        | 31    |
| 8   | Alexander Albon       | 20    |
| 9   | Esteban Ocon          | 14    |
| 10  | Lance Stroll          | 10    |
| 11  | Pierre Gasly          | 6     |
| 12  | Nico Hülkenberg       | 6     |
| 13  | Oliver Bearman        | 6     |
| 14  | Isack Hadjar          | 5     |
| 15  | Carlos Sainz Jr.      | 5     |
| 16  | Yūki Tsunoda          | 5     |

### Costruttori
| Pos | Costruttore                  | Punti |
| --- | ---------------------------- | ----- |
| 1   | McLaren-Mercedes             | 188   |
| 2   | Mercedes                     | 111   |
| 3   | Red Bull Racing-Honda RBPT   | 89    |
| 4   | Ferrari                      | 78    |
| 5   | Williams-Mercedes            | 25    |
| 6   | Haas-Ferrari                 | 20    |
| 7   | Aston Martin Aramco-Mercedes | 10    |
| 8   | Racing Bulls-Honda RBPT      | 8     |
| 9   | Alpine-Renault               | 6     |
| 10  | Kick Sauber-Ferrari          | 6     |

## Decisioni della FIA
Al termine della gara, il giapponese Yūki Tsunoda della Red Bull Racing e il francese Pierre Gasly dell'Alpine vengono convocati dai commissari sportivi alla luce dell'incidente tra i due piloti nel corso del primo giro, alla curva 5. Tsunoda non riceve sanzioni.
L'olandese Max Verstappen della Red Bull Racing è stato penalizzato di cinque secondi sul tempo di gara per essere uscito dal tracciato e averne tratto un vantaggio alla curva 2, nel corso del primo giro. La penalità è stata scontata durante una sosta ai box. Il neozelandese Liam Lawson della Racing Bulls è stato penalizzato di dieci secondi sul tempo di gara per essere uscito fuori dal tracciato alla curva 2 e averne tratto un vantaggio in una fase di duello con l'australiano Jack Doohan dell'Alpine. Lawson, undicesimo all'arrivo, scala di una posizione.